# Capi Róg
Capi Róg (2306 m) – turnia w Grani Baszt w słowackiej części Tatr Wysokich. Znajduje się między Małą Capią Turnią, oddzielona od niej Capim Karbem (2299 m), a Wyżnią Basztową Przełęczą (2293 m). Wschodnia ściana turni opada do Dolinki Szataniej (odgałęzienie Doliny Mięguszowieckiej), zachodnia do Koziego Kotła w Dolinie Młynickiej.
W dotychczasowych przewodnikach wspinaczkowych Capi Karb i Capi Róg nie posiadały nazwy. Nadał je Władysław Cywiński w 2009 r. w 15. tomie przewodnika wspinaczkowego Tatry. Grań Baszt. Nazewnictwo Capich Turni pochodzi od Capiego Stawu leżącego w górnych partiach Doliny Młynickiej. 
Przez Capi Róg prowadzi droga wspinaczkowa Północno-wschodnią granią, z Basztowej Przełęczy Wyżniej (0+ w skali tatrzańskiej, czas przejścia 30 min).

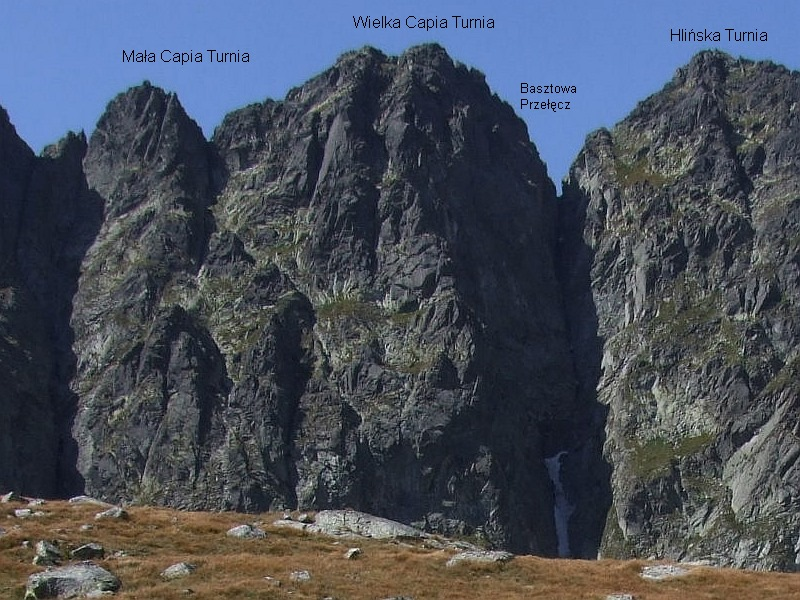
Capi Róg po lewej stronie Małej Capiej Turni. Widok z Doliny Mięguszowieckiej